# 9097 Davidschlag
9097 Davidschlag è un asteroide della fascia principale. Scoperto nel 1996, presenta un'orbita caratterizzata da un semiasse maggiore pari a 3,1571466 UA e da un'eccentricità di 0,1066103, inclinata di 2,09758° rispetto all'eclittica.
Il nome fa riferimento alla frazione Davidschlag del comune austriaco di Kirchschlag bei Linz, sede dell'osservatorio astronomico amatoriale dove questo asteroide è stato scoperto.